# Grand Prix Francji 2005
Wyniki Grand Prix Francji, dziesiątej rundy Mistrzostw Świata Formuły 1 w sezonie 2005.

## Wyniki sesji
| Legenda oznaczeń w tabelach wyników Wyświetl szablon na nowej stronie | Legenda oznaczeń w tabelach wyników Wyświetl szablon na nowej stronie                                                                     |
| Oznaczenie                                                            | Wyjaśnienie |
| --------------------------------------------------------------------- | --- |
| Złoty                                                                 | Zwycięzca lub mistrzostwo |
| Srebrny                                                               | 2. miejsce lub wicemistrzostwo |
| Brązowy                                                               | 3. miejsce lub II wicemistrzostwo |
| Zielony                                                               | Ukończył, punktował (w klasyfikacji generalnej, gdy zdobył co najmniej jeden punkt na przestrzeni sezonu, poza trzema powyższymi opcjami) |
| Niebieski                                                             | Ukończył, nie punktował (w klasyfikacji generalnej, gdy nie zdobył co najmniej jednego punktu na przestrzeni sezonu)                      |
| Czerwony                                                              | Nie zakwalifikował się (NZ) |
| Czerwony                                                              | Nie prekwalifikował się (NPK) |
| Różowy                                                                | Nie ukończył (NU) |
| Różowy                                                                | Niesklasyfikowany (NS) (w klasyfikacji generalnej, gdy nie został sklasyfikowany w żadnym wyścigu sezonu)                                 |
| Czarny                                                                | Zdyskwalifikowany (DK) |
| Czarny                                                                | Wykluczony (WYK/EX) |
| Biały                                                                 | Nie wystartował (NW) |
| Biały                                                                 | Kontuzjowany (K/INJ) |
| Biały                                                                 | Wyścig odwołany (OD/C) |
| Bez koloru                                                            | Został wycofany (WYC/WD) |
| Bez koloru                                                            | Nie przybył (NP/DNA) |
| Bez koloru                                                            | Nie brał udziału w treningach (NT/DNP) |
| Bez koloru                                                            | Nie został zgłoszony (–) |
| Pogrubienie                                                           | Start z pole position |
| Kursywa                                                               | Najszybsze okrążenie wyścigu |
| †                                                                     | Nie ukończył, ale jego rezultat został zaliczony ze względu na przejechanie więcej niż 90% dystansu wyścigu.                              |
| *                                                                     | Sezon w trakcie |
| 1/2/3                                                                 | Punktowana pozycja w sprincie kwalifikacyjnym                                                                                             |
| Lista systemów punktacji Formuły 1                                    | |

### Sesje Treningowe
| Sesja | Nr | Kierowca             | Konstruktor      | Czas     |
| ----- | -- | -------------------- | ---------------- | -------- |
| 1     | 35 | Pedro de la Rosa     | McLaren Mercedes | 1:14.778 |
| 2     | 35 | Pedro de la Rosa     | McLaren Mercedes | 1:14.460 |
| 3     | 5  | Fernando Alonso      | Renault          | 1:23.939 |
| 4     | 6  | Giancarlo Fisichella | Renault          | 1:14.466 |

### Kwalifikacje
| P  | Imię i nazwisko      | Kraj            | Nazwa stajni             | Opony       | Okr. | Czas     | Strata   |
| -- | -------------------- | --------------- | ------------------------ | ----------- | ---- | -------- | -------- |
| 1  | Fernando Alonso      | Hiszpania       | Renault                  | Michelin    | 3    | 1:14.412 |          |
| 2  | Jarno Trulli         | Włochy          | Toyota                   | Michelin    | 3    | 1:14.521 | 0:00.109 |
| 3  | Kimi Räikkönen       | Finlandia       | McLaren-Mercedes         | Michelin    | 3    | 1:14.559 | 0:00.147 |
| 4  | Michael Schumacher   | Niemcy          | Ferrari                  | Bridgestone | 3    | 1:14.572 | 0:00.160 |
| 5  | Takuma Satō          | Japonia         | B.A.R.-Honda             | Michelin    | 3    | 1:14.655 | 0:00.243 |
| 6  | Rubens Barrichello   | Brazylia        | Ferrari                  | Bridgestone | 3    | 1:14.832 | 0:00.420 |
| 7  | Giancarlo Fisichella | Włochy          | Renault                  | Michelin    | 3    | 1:14.887 | 0:00.475 |
| 8  | Jenson Button        | Wielka Brytania | B.A.R.-Honda             | Michelin    | 3    | 1:15.051 | 0:00.639 |
| 9  | Juan Pablo Montoya   | Kolumbia        | McLaren-Mercedes         | Michelin    | 3    | 1:15.406 | 0:00.994 |
| 10 | Felipe Massa         | Brazylia        | Sauber-Petronas          | Michelin    | 3    | 1:15.566 | 0:01.154 |
| 11 | Jacques Villeneuve   | Kanada          | Sauber-Petronas          | Michelin    | 3    | 1:15.699 | 0:01.287 |
| 12 | Ralf Schumacher      | Niemcy          | Toyota                   | Michelin    | 3    | 1:15.771 | 0:01.359 |
| 13 | Mark Webber          | Australia       | Williams-BMW             | Michelin    | 3    | 1:15.885 | 0:01.473 |
| 14 | Nick Heidfeld        | Niemcy          | Williams-BMW             | Michelin    | 3    | 1:16.207 | 0:01.795 |
| 15 | David Coulthard      | Wielka Brytania | Red Bull Racing-Cosworth | Michelin    | 3    | 1:16.434 | 0:02.022 |
| 16 | Christian Klien      | Austria         | Red Bull Racing-Cosworth | Michelin    | 3    | 1:16.547 | 0:02.135 |
| 17 | Narain Karthikeyan   | Indie           | Jordan-Toyota            | Bridgestone | 3    | 1:17.857 | 0:03.445 |
| 18 | Patrick Friesacher   | Austria         | Minardi-Cosworth         | Bridgestone | 3    | 1:17.960 | 0:03.548 |
| 19 | Tiago Monteiro       | Portugalia      | Jordan-Toyota            | Bridgestone | 3    | 1:18.047 | 0:03.635 |
| 20 | Christijan Albers    | Holandia        | Minardi-Cosworth         | Bridgestone | 3    | 1:18.335 | 0:03.923 |

### Wyścig
| P                 | + / –     | Nr | Kierowca             | Konstruktor       | Opony | Okr. | Czas / Strata | Komentarz        |
| ----------------- | --------- | -- | -------------------- | ----------------- | ----- | ---- | ------------- | ---------------- |
| 1                 | Bez zmian | 5  | Fernando Alonso      | Renault           | M     | 70   | 1h31:22.233   |                  |
| 2                 | 11        | 9  | Kimi Räikkönen       | McLaren-Mercedes  | M     | 70   | +0:11.805     |                  |
| 3                 | Bez zmian | 1  | Michael Schumacher   | Ferrari           | B     | 70   | +1:21.914     |                  |
| 4                 | 3         | 3  | Jenson Button        | BAR-Honda         | M     | 69   | +1 okr.       |                  |
| 5                 | 3         | 16 | Jarno Trulli         | Toyota            | M     | 69   | +1 okr.       |                  |
| 6                 | Bez zmian | 6  | Giancarlo Fisichella | Renault           | M     | 69   | +1 okr.       |                  |
| 7                 | 4         | 17 | Ralf Schumacher      | Toyota            | M     | 69   | +1 okr.       |                  |
| 8                 | 2         | 12 | Jacques Villeneuve   | Sauber-Petronas   | M     | 69   | +1 okr.       |                  |
| 9                 | 4         | 2  | Rubens Barrichello   | Ferrari           | B     | 69   | +1 okr.       |                  |
| 10                | 5         | 14 | David Coulthard      | Red Bull-Cosworth | M     | 69   | +1 okr.       |                  |
| 11                | 7         | 4  | Takuma Satō          | BAR-Honda         | M     | 69   | +1 okr.       |                  |
| 12                | Bez zmian | 7  | Mark Webber          | Williams-BMW      | M     | 68   | +2 okr.       |                  |
| 13                | 6         | 18 | Tiago Monteiro       | Jordan-Toyota     | B     | 67   | +3 okr.       |                  |
| 14                | Bez zmian | 8  | Nick Heidfeld        | Williams-BMW      | M     | 66   | +4 okr.       |                  |
| 15                | 2         | 19 | Narain Karthikeyan   | Jordan-Toyota     | B     | 66   | +4 okr.       |                  |
| Niesklasyfikowani |           |    |                      |                   |       |      |               |                  |
|                   |           | 10 | Juan Pablo Montoya   | McLaren-Mercedes  | M     | 46   |               | hydraulika       |
|                   |           | 20 | Christijan Albers    | Minardi-Cosworth  | B     | 37   |               | wypadek          |
|                   |           | 21 | Patrick Friesacher   | Minardi-Cosworth  | B     | 33   |               | opona            |
|                   |           | 11 | Felipe Massa         | Sauber-Petronas   | M     | 30   |               | hydraulika       |
|                   |           | 15 | Christian Klien      | Red Bull-Cosworth | M     | 1    |               | ciśnienie paliwa |
| P                 | + / –     | Nr | Kierowca             | Konstruktor       | Opony | Okr. | Czas / Strata | Komentarz        |

## Klasyfikacja po wyścigu

### Kierowcy
| P  | +/- | Imię i nazwisko      | Kraj            | Stajnia                  | PKT | 1 miejsca | 2 miejsca | 3 miejsca | P. pos |
| -- | --- | -------------------- | --------------- | ------------------------ | --- | --------- | --------- | --------- | ------ |
| 1  | 0   | Fernando Alonso      | Hiszpania       | Renault                  | 69  | 5         | 1         | 1         | 3      |
| 2  | 0   | Kimi Räikkönen       | Finlandia       | McLaren-Mercedes         | 45  | 3         | 1         | 1         | 3      |
| 3  | 0   | Michael Schumacher   | Niemcy          | Ferrari                  | 40  | 1         | 2         | 1         | 0      |
| 4  | +1  | Jarno Trulli         | Włochy          | Toyota                   | 31  | 0         | 2         | 1         | 0      |
| 5  | -1  | Rubens Barrichello   | Brazylia        | Ferrari                  | 29  | 0         | 2         | 2         | 0      |
| 6  | 0   | Nick Heidfeld        | Niemcy          | Williams-BMW             | 25  | 0         | 2         | 1         | 1      |
| 7  | 0   | Mark Webber          | Australia       | Williams-BMW             | 22  | 0         | 0         | 1         | 0      |
| 8  | 0   | Ralf Schumacher      | Niemcy          | Toyota                   | 22  | 0         | 0         | 0         | 0      |
| 9  | 0   | Giancarlo Fisichella | Włochy          | Renault                  | 20  | 1         | 0         | 0         | 1      |
| 10 | 0   | David Coulthard      | Wielka Brytania | Red Bull Racing-Cosworth | 17  | 0         | 0         | 0         | 0      |
| 11 | 0   | Juan Pablo Montoya   | Kolumbia        | McLaren-Mercedes         | 16  | 0         | 0         | 0         | 0      |
| 12 | 0   | Felipe Massa         | Brazylia        | Sauber-Petronas          | 7   | 0         | 0         | 0         | 0      |
| 13 | 0   | Jacques Villeneuve   | Kanada          | Sauber-Petronas          | 6   | 0         | 0         | 0         | 0      |
| 14 | 0   | Tiago Monteiro       | Portugalia      | Jordan-Toyota            | 6   | 0         | 0         | 1         | 0      |
| 15 | 0   | Alexander Wurz       | Austria         | McLaren-Mercedes         | 6   | 0         | 0         | 1         | 0      |
| 16 | N   | Jenson Button        | Wielka Brytania | B.A.R.-Honda             | 5   | 0         | 0         | 0         | 1      |
| 17 | 0   | Narain Karthikeyan   | Indie           | Jordan-Toyota            | 5   | 0         | 0         | 0         | 0      |
| 18 | -1  | Christian Klien      | Austria         | Red Bull Racing-Cosworth | 4   | 0         | 0         | 0         | 0      |
| 19 | -1  | Christijan Albers    | Holandia        | Minardi-Cosworth         | 4   | 0         | 0         | 0         | 0      |
| 20 | -1  | Pedro de la Rosa     | Hiszpania       | McLaren-Mercedes         | 4   | 0         | 0         | 0         | 0      |
| 21 | -1  | Patrick Friesacher   | Austria         | Minardi-Cosworth         | 3   | 0         | 0         | 0         | 0      |
| 22 | -1  | Vitantonio Liuzzi    | Włochy          | Red Bull Racing-Cosworth | 1   | 0         | 0         | 0         | 0      |

### Konstruktorzy
| P  | +/- | Nazwa stajni             | PKT | 1 miejsca | 2 miejsca | 3 miejsca |
| -- | --- | ------------------------ | --- | --------- | --------- | --------- |
| 1  | 0   | Renault                  | 89  | 6         | 1         | 1         |
| 2  | 0   | McLaren-Mercedes         | 71  | 3         | 1         | 2         |
| 3  | 0   | Ferrari                  | 69  | 1         | 4         | 3         |
| 4  | +1  | Toyota                   | 53  | 0         | 2         | 1         |
| 5  | -1  | Williams-BMW             | 47  | 0         | 2         | 2         |
| 6  | 0   | Red Bull Racing-Cosworth | 22  | 0         | 0         | 0         |
| 7  | 0   | Sauber-Petronas          | 13  | 0         | 0         | 0         |
| 8  | 0   | Jordan-Toyota            | 11  | 0         | 0         | 1         |
| 9  | 0   | Minardi-Cosworth         | 7   | 0         | 0         | 0         |
| 10 | N   | B.A.R.-Honda             | 5   | 0         | 0         | 0         |